# Nissan Primastar
Nissan Primastar - сімейство передньопривідних фургонів, які конструктивно аналогічні машинам Renault Trafic.

## Перше покоління

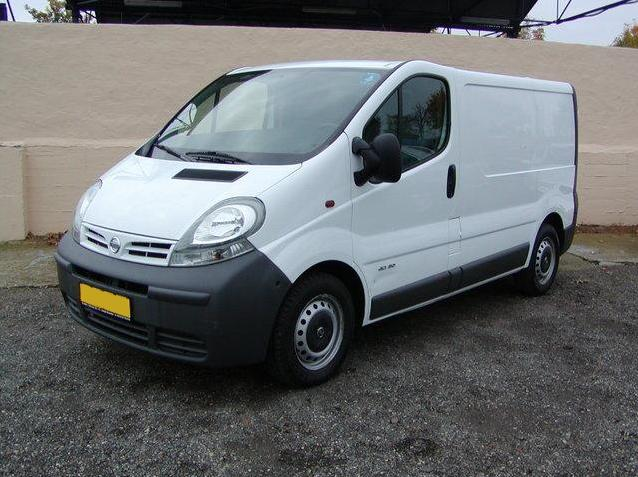
Nissan Primastar (2002-2006)

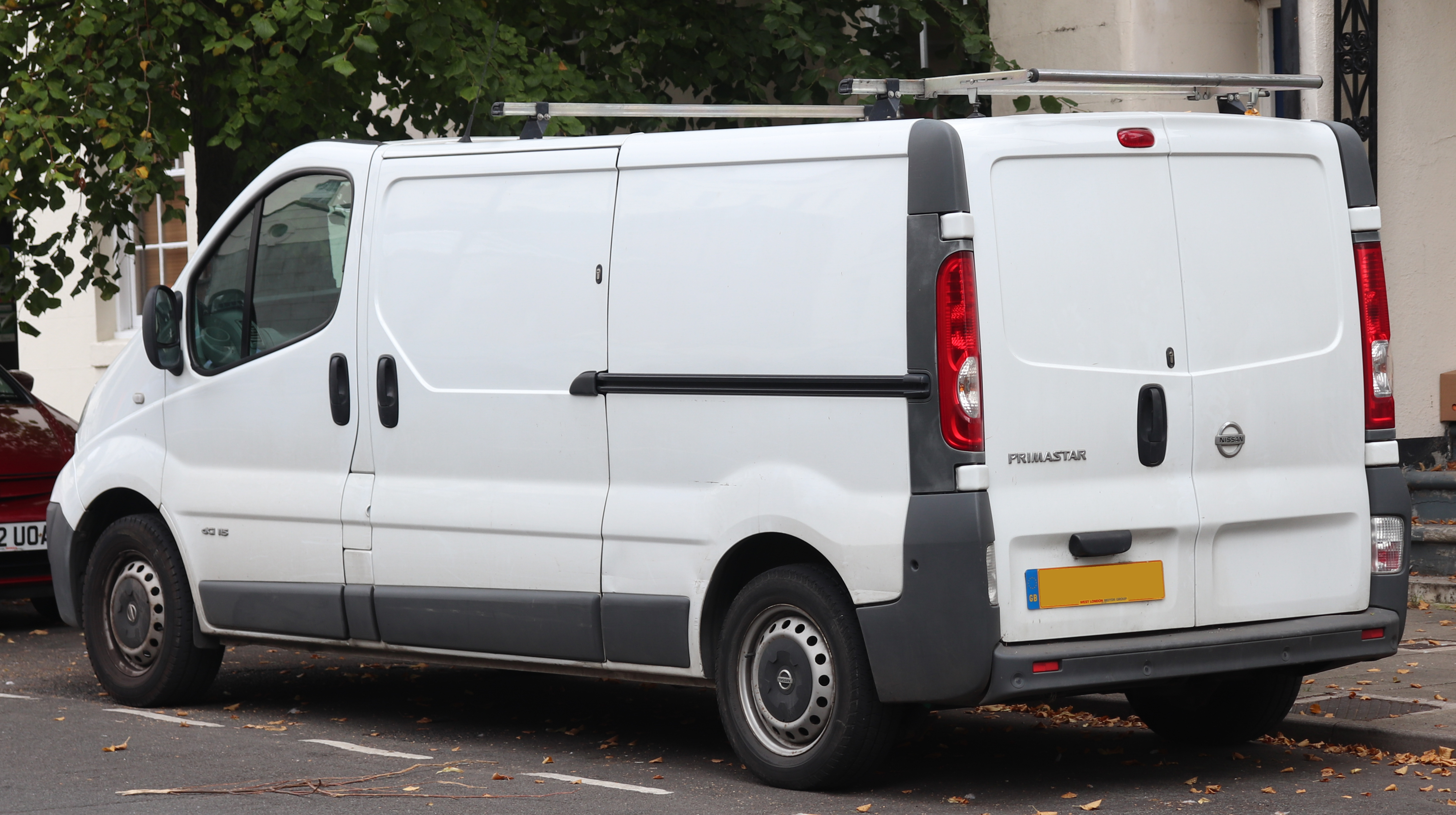
Nissan Primastar (2006-2016)

Всі Nissan Primastar і Renault Trafic випускаються на британському заводі в Лутоні, а основними відмінностями японських автомобілів від французьких є деталі зовнішнього і внутрішнього оформлення, набір додаткового обладнання, а також ряд специфічних виконань. Фургони Primastar пропонують в 20 виконаннях з двома розмірами колісної бази, корисною ємністю вантажного відсіку 5-8 м3, двома варіантами вантажопідйомності (1,0 і 1,2 т), різною висотою розташування даху і внутрішньої довжиною 2,4-2,8 м. Крім суцільнометалевих фургонів випускаються вантажопасажирські варіанти Tour з вантажним відсіком місткістю 1,2-6,0 м3, шасі з кабіною і мікроавтобуси. Всі автомобілі комплектують дизельними двигунами 1.9 CDTI і 2.5 CDTI з системою подачі палива Common Rail, що розвивають потужність 82-135 к.с., одним бензиновим 2,0-літровим 16-клапанним мотором потужністю 120 к.с., 5 - або 6-ступінчастою коробкою передач. У набір стандартного обладнання входять гідропідсилювач рульового управління, АБС, дві передні подушки безпеки, радіоприймач з касетним програвачем.
У 2006 році модель модернізували.
Базова збірка Nissan Primastar включає в себе: подушку безпеки водія, системи ABS + EBD, з можливістю підключення зовнішніх пристроїв, CD-плеєр. Залежно від модифікації, в стандартний Прімастар може входити: подушка безпеки для пасажира, система динамічної стабілізації, повний електропакет, Bluetooth і шкіряна оббивка керма. 

### Двигуни
- Бензинові

| Двигун  | Об'єм [см3 ] | Потужність [к.с.] ([кВт]) при об/хв | Крутний момент [Нм] при об/хв | Циліндри | Клапанний механізм | Розгін (с) 0-100 км/год | Максимальна швидкість км/год | Витрати пального (л/100 км) середні | Роки виробництва |
| ------- | ------------ | ----------------------------------- | ----------------------------- | -------- | ------------------ | ----------------------- | ---------------------------- | ----------------------------------- | ---------------- |
| 2.0 16V | 1998         | 120 (88)/4750                       | 190/3750                      | Р4       | DOHC/16            | 14,5                    | 160                          | 10,3                                | 2002-2006        |
| 2.0 16V | 1998         | 117 (86)/4700                       | 186/3750                      | Р4       | DOHC/16            | 14,5                    | 160                          | 10,3                                | з 2006           |

- Дизельні

| Двигун      | Об'єм [см3 ] | Потужність [к.с.] ([кВт]) при об/хв | Крутний момент [Нм] при об/хв | Циліндри | Клапанний механізм | Розгін (с) 0-100 км/год | Максимальна швидкість км/год | Витрати пального (л/100 км) середні |
| ----------- | ------------ | ----------------------------------- | ----------------------------- | -------- | ------------------ | ----------------------- | ---------------------------- | ----------------------------------- |
| 1.9 dCi 80  | 1870         | 82 (60)/3400                        | 190/2000                      | Р4       | OHC/8              | 21,7                    | 138                          | 7,7                                 |
| 1.9 dCi 100 | 1870         | 100 (74)/3500                       | 240/2000                      | Р4       | OHC/8              | 16,5                    | 155                          | 7,7                                 |
| 2.0 dCi 90  | 1995         | 90 (66)/3500                        | 240/1600                      | Р4       | DOHC/16            | 19,0                    | 145                          | 7,9                                 |
| 2.0 dCi 115 | 1995         | 115 (84)/3500                       | 290/1600                      | Р4       | DOHC/16            | 15,0                    | 160                          | 7,9                                 |
| 2.5 dCi 135 | 2464         | 135 (99)/3500                       | 310/1750                      | Р4       | DOHC/16            | 15,2                    | 165                          | 8,6                                 |
| 2.5 dCi 150 | 2464         | 145 (107)/3500                      | 320/1500                      | Р4       | DOHC/16            | 13,5                    | 170                          | 8,7                                 |

## Друге покоління

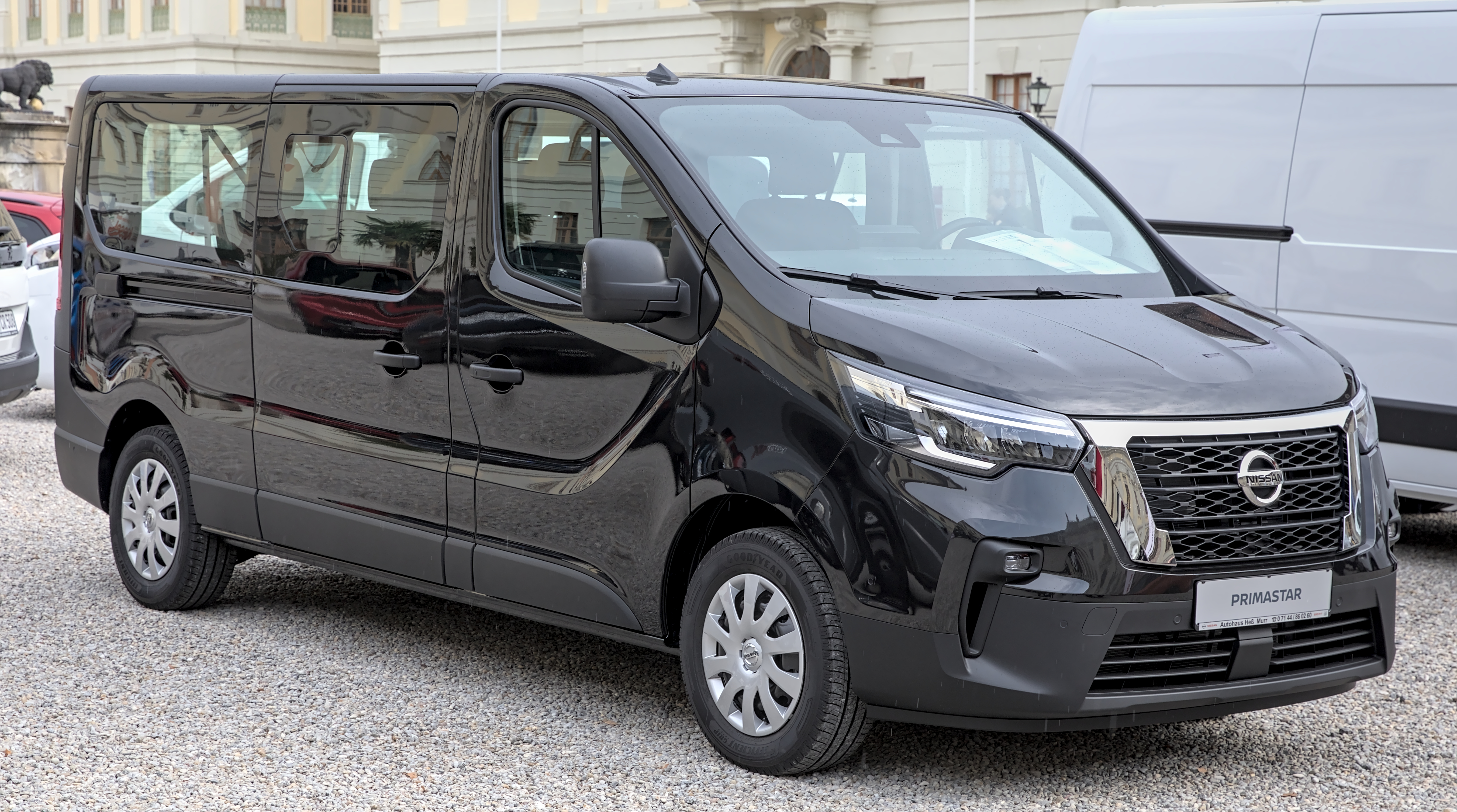
Nissan Primastar (з 2022)

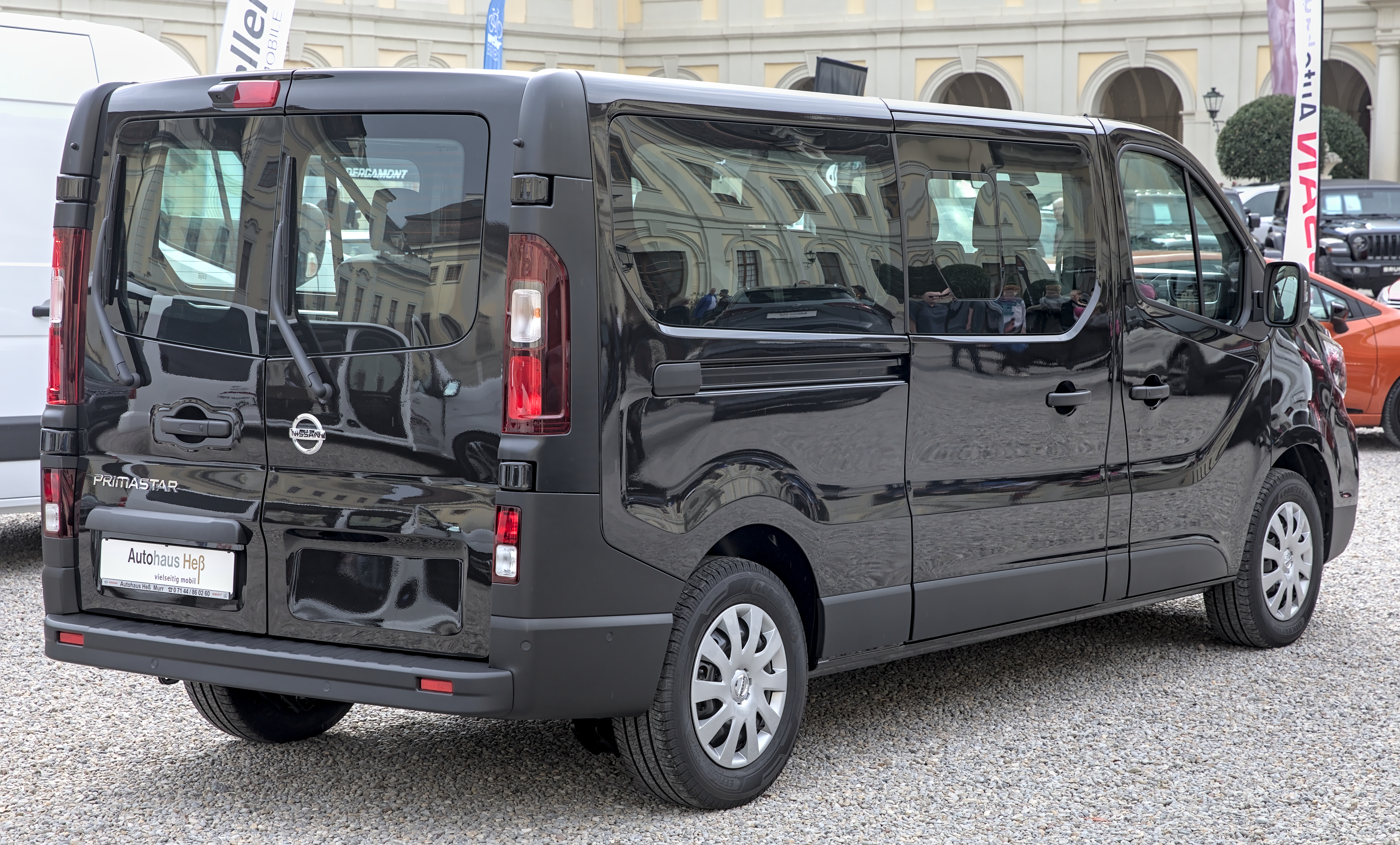
Nissan Primastar (з 2022)

З листопада 2016 року замість Nissan Primastar почали використовувати назву Nissan NV300.
З 2022 року модель Nissan NV300 повернулася до використання назви Nissan Primastar.

### Двигуни
- 2.0 dCi M9R I4 110 к.с.
- 2.0 dCi M9R I4 130 к.с.
- 2.0 dCi M9R I4 150 к.с.
- 2.0 dCi M9R I4 170 к.с.